# Passiflora luetzelburgii
Passiflora luetzelburgii Harms – gatunek rośliny z rodziny męczennicowatych (Passifloraceae Juss. ex Kunth in Humb.). Występuje endemicznie w Brazylii (w stanach Bahia, Pernambuco oraz Piauí). 

## Morfologia
PokrójZdrewniałe, trwałe, owłosione liany.
LiściePotrójnie klapowane, rozwarte lub ostrokątne u podstawy, prawie skórzaste. Mają 4,5 cm długości oraz 4 cm szerokości. Ząbkowane, z tępym lub ostrym wierzchołkiem. Ogonek liściowy jest owłosiony i ma długość 3–10 mm. Przylistki są liniowe, mają 3–10 mm długości.
KwiatyPojedyncze. Działki kielicha są podłużnie lancetowate, różowe, mają 2–3 cm długości. Płatki są podłużne, różowe, mają 2–3 cm długości. Przykoronek ułożony jest w trzech rzędach, biały, ma 2–7 mm długości.